# Torsten Forstén
Denna artikeln handlar om officeren Torsten Forstén. För geografen, se Torsten Wilhelm Forstén.
Torsten Karl Forstén, född 2 juli 1855 i Fredrikshamn, död 2 juli 1927, var en finländsk militär och grundare av Finlands djurskyddsverksamhet.
Torsten Forstén var son till Lennart Forstén och brorson till Torsten Wilhelm Forstén. Han deltog som officer i det rysk-turkiska kriget 1877-1878 och i slaget vid Plevna. År 1906 grundade han i Helsingfors landets första djurskyddskontor och 1918 Finlands Röda stjärnan för att vårda hästar i krig.